# Hans Steets
Hans Steets (* 2. Februar 1903 in Nürnberg; † 3. Oktober 1980 in München) war ein deutscher Offizier, zuletzt Generalmajor der Wehrmacht, und Autor.

## Leben
Hans Steets trat am 1. April 1922 als Fahnenjunker in die Reichswehr ein. Am 1. Dezember 1925 erhielt er im 1. Pionier-Bataillons (Königsberg) seine Beförderung zum Leutnant und war 1928 in der 1. Kompanie des Bataillons. 1930 war er, seit 1. November 1928 Oberleutnant, Adjutant im Bataillon. Er wurde am 1. Oktober 1934 zum Hauptmann befördert.
Ab Mitte August 1937 war er in der Wehrmacht im Generalstab des IX. Armeekorps (Kassel), kam dann mit der Aufstellung am 26. August 1939 in den Generalstab des stellvertretenden Generalkommandos des IX. Armeekorps. Zum 25. September 1939 ging er als Ia zur 95. Infanterie-Division, war dann vom 14. Juli 1940 wieder im Generalstab des stellvertretenden Generalkommandos des IX. Armeekorps, um vom 25. Oktober 1940 bis Januar 1941 als Major Ia bei der neu aufgestellten 129. Infanterie-Division zu sein. Mitte Januar 1941 kam er in der gleichen Funktion zur 1. Gebirgs-Division. Hier wurde er am 1. März 1942 Oberstleutnant. Ab Mitte April 1943, vom 1. September 1943 an als Oberst, war er bis Mitte Mai 1944 Ia der 20. Gebirgs-Armee. Mit der Aufstellung Anfang Juli 1944 übernahm er das Kommando über die MG-Skibrigade „Finnland“.
Steets war als Vertreter von Generalleutnant Gustav Hundt im Januar/Februar 1945 Kommandeur der 1. Skijäger-Division. Anschließend übernahm er bis Kriegsende die unter dem Kommando des LXXV. Armeekorps in den Westalpen an der italienisch-französischen Grenze stehende 5. Gebirgs-Division. Hier wurde er am 20. April 1945 zum Generalmajor befördert. Das LXXV. Armeekorps, dem Steets 5. Gebirgs-Division angehörte, kapitulierte mit am 2. Mai 1945 gegen 21:30 Uhr in Monza unterzeichneter Urkunde.
Auch Steets kam in amerikanische Kriegsgefangenschaft, aus welcher er am 22. Oktober 1947 entlassen wurde. Während seiner Gefangenschaft verfasste Steets für die Historical Division der United States Army, Europe, die Studie 5th Mountain Division (1945). Defense of the western Alps from the Swiss border to Monte Viso.

## Werke (Auswahl)
- Gebirgsjäger bei Uman: die Korpsschlacht des XXXXIX. Gebirgs-Armeekorps bei Podwyssokoje 1941. Vowinckel, 1955.
- Gebirgsjäger in der Nogaischen Steppe: vom Dnjepr zum Asowschen Meer August–Oktober 1941. Vowinckel, 1956.
- Gebirgsjäger zwischen Dnjepr und Don: vom Tschernigowka zum Mius Oktober–Dezember 1941. Vowinckel, 1957.